# Stefania breweri
Stefania breweri är en groddjursart som beskrevs av Barrio-Amorós och Oswaldo Fuentes-Ramos 2003. Stefania breweri ingår i släktet Stefania och familjen Hemiphractidae. IUCN kategoriserar arten globalt som otillräckligt studerad. Inga underarter finns listade i Catalogue of Life.